# Lasso (programozási nyelv)
A Lasso egy internetes alkalmazások fejlesztésére használt alkalmazásszerver és szerverkezelő felület, és általános célú, magas szintű programozási nyelv. Eredetileg a Filemaker webes adatforrás-összekapcsoló eszközeként fejlesztették ki, és később az Apple FileMaker 4.0 és a Claris Home Page szerkesztő része lett CDML néven. Azóta komplex nyelvvé fejlődött, amelyet nagyszabású internetes alkalmazások és weboldalak fejlesztésére és kiszolgálására használnak.
A Lasso egy egyszerű sablonrendszert használva lehetővé teszi a HTML és más tartalomtípusok létrehozását kód által. A Lasso objektumorientált, és minden értéket objektumként kezel. Támogatja a procedurális programozást is úgynevezett nem kötött metódusokkal, és széles körben használja a trait-eket és a multimetódusokat.
A Lasso dinamikus típusok rendszerét használja, vagyis az objektumok futás közben tölthetőek be és bővíthetőek; automatikus memóriakezeléssel, átfogó standard könyvtárral és három fordítási módszerrel: dinamikus fordítás (hasonló a PHP-hez és Pythonhoz), futásidejű fordítás (hasonló a Javához vagy a .NET keretrendszerhez), és elő-fordítás (hasonló a C-hez). A Lasso támogatja a lekérdezés kifejezést (Query Expressions) is, amely lehetővé teszi a tömbökben és más tárolókban lévő elemek iterálását, szűrését és manipulálását az SQL-hez hasonló természetes nyelvi szintaxissal. A Lasso teljes Unicode karaktertámogatást tartalmaz karakterlánc-objektumában, amely lehetővé teszi több bájtos karakterek kezelését, valamint támogatja az UTF-8 átalakítást, amikor karakterlánc-adatokat ír a hálózatra vagy a fájlrendszerbe.
A Lasso hasonló a szerveroldali szkriptnyelvekhez, mint például a PHP, Python, ColdFusion, Ruby stb. Gyakran használják szkriptnyelvként, de más kontextusok széles skálájában is alkalmazzák. A kód önálló „LassoApps” nevű futtatható programokba csomagolható, amelyekben a mappastruktúrák egyetlen fájllá vannak összeállítva.
A Lasso Server alkalmazásszerver rendszerszolgáltatásként fut, és FastCGI-n keresztül fogad kéréseket a webszervertől. Ezután átadja a kérést a megfelelő Lasso példánynak, amely megfogalmazza a választ. Több egyedi példány támogatott, így egy szerver több webhelyet is kezelhet, mindegyiket külön folyamatként. A szerver nagy teljesítményű IO-alapú virtuális szálak (green threads) rendszerét használja, amelyet többmagos rendszerek számára terveztek.
A Lasso ingyenes, és részleges hozzáférést is biztosít a forráskódjához, lehetővé téve a fejlesztők számára, hogy hozzáadják vagy megváltoztassák a nyelv főbb elemeit (például Ke Carlton DS implementációja a Lasso Inlinehoz). A licencelés SAS és önálló verziókban egyaránt elérhető.

## Története
A Lasso története a kilencvenes évek derekán kezdődött, amikor a korai webfejlesztők adatbázis-alapú webhelyeket próbáltak készíteni az Apple FileMaker Pro segítségével. Mac platformon két lehetőség volt erre: Eric Bickford WEB-FM-je és Russell Owens FileMaker CGI-je (ROFM), mindkettő AppleScript-ben épült, és a formázáshoz a FileMaker Pro számítási mezőinek használatát igényelte. (A WEB-FM-et később C-ben írták át).
1995 őszén Vince Bonfanti független fejlesztő egy új CGI-t írt a ROFM alapjára, C/C++-t használva a jobb teljesítmény érdekében, és a HTML-alapú „sablonok” fogalmát alkalmazva a számítási mezők helyett. Ez nagyon népszerűnek bizonyult a FileMaker közösségében, és Bill Doerrfeld, a Washington állambeli Issaquah-ban működő Blue World Communications Inc, egy nyomtatási és weboldal fejlesztő cég tulajdonosa is felfigyelt rá, és megvásárolta a forráskódot. Ebben az időben a Blue World Frontier-alapú CGI-fejlesztéssel kísérletezett a Frontier parancsfájl-környezetben, és ez sugallta a Lasso elnevezést is. A további fejlesztési igény ösztönözte egy C-alapú CGI létrehozását, amelyet később Lasso 1.0 néven adtak ki. Ekkor a Lasso még csak a FileMaker Pro 3.x és a WebSTAR programokkal működött, és csak Apple Mac OS 8 és újabb rendszereken.
A Lasso legnagyobb mértékben a nyomtatott kiadványokban megjelent ismertetéseknek köszönhette népszerűségét, továbbá annak, hogy a Blue World számos e-mailes vitalistát üzemeltetett, amelyek közül sok kifejezetten a FileMaker Pro-val foglalkozott. A Blue World sok esetben szerepelt a MacWorld konferenciákon, és ezeken vezető cégként ismerték.
1997 januárjában, a Lasso 1.2 megjelenésével után a Blue World és a Bonfantik magántárgyalásokba kezdtek a Clarisszal, az Apple Computer szoftveres részlegével és a FileMaker Pro tulajdonosával. A Claris végül licencelte az 1.2-es verzió utáni Lasso forráskódot, és Vince és Paul Bonfanti segítségével kiadta a FileMaker Web Companiont, a FileMaker Pro 4.0 összetevőjeként. A FileMaker Web Companion nyelve, a CDML (Claris Dynamic Markup Language) különbözött a Lasso 1.2 LDML-jétől (Lasso Dynamic Markup Language), de elég hasonló volt ahhoz, hogy könnyű átmenetet kínáljon azoknak a fejlesztőknek, akik FileMaker Proval harmadik féltől származó szervereken keresztül dolgoztak, és vonzóbb szolgáltatásokat kínált.
A Lasso-szerű Web Companion belefoglalása a FileMaker 4.0-ba előremozdította a Lasso népszerűségének növekedését a gyorsan növekvő Macintosh webfejlesztő közösségben. A Blue World folytatta a Lasso fejlesztését, és Kyle Jessup lett a Lasso vezető programozója. 1997 júliusában megjelent a Lasso 2.0, néhány alapvető változtatást bevezetve a Lasso használatának lehetőségeiben.
2002. február 26-án a Blue World kiadta a Lasso 5-öt, amely szakított a FileMaker-centrikus nyelvezettel (megjegyzendő, hogy 4-es verzió nem volt, a 3-as után rögtön az 5-ös következett). A Lasso 5 más fejlesztések mellett egy teljesen átírt architektúrát tartalmazott (OS X, Windows, Linux számára), és egy beágyazott MySQL adatbázist. Bár a Lasso 5 továbbra is kommunikált a FileMaker adatbázissal (de nem a FileMaker Serverrel), a FileMaker adatforrásként lassabb és drágább volt az SQL motornál. A 2.0 verziótól kezdve a Lasso teljesen többszálas volt és lehetővé tette több kapcsolat egyidejű létesítését, de megadta magát a FileMaker lassúságának és latenciájának, és nem volt más módszer ez ellen, minthogy megváltoztassák az adatforrást.
A Lasso 5 már nem támogatta a Mac OS 9-et, viszont egyik újítása az Apache HTTP Server natív támogatása volt OS X, Windows és Linux alatt, hasonlóan a Webstar 5-höz, az AppleShare IP-hez (amelyet az OS X Server váltott fel) és a Tenon iTools-ához. Ez szorosabbra fűzte a kapcsolatokat egy klasszilus LAMP szerver architektúrával.
A Blue World Communications több plug-int adott ki a Macromedia és az Adobe népszerű webfejlesztési csomagjai számára. A Dreamweaverhez írt Lasso Studio 1.5 2001-ben második helyezett lett a MacWorld magazin Editors' Choice Awards for Internet and Development díjazásán, ahol az első helyet az Adobe Dreamweaver 3 szerezte meg. A MacWorld magazin pozitív kritikát közölt a Lasso Studio 1.5-ről, ötből négy és fél „egeret” adva neki. A Lasso Studio későbbi verziói (például a 2004-ben megjelent Lasso Studio 7) mind a Dreamweavert, mind a GoLive-ot támogatták.
A FileMaker Server és a FileMaker Server Advanced 7-es verziójának 2004-es megjelenésével a FileMaker jelentős változást vezetett be az adatkiszolgálási stratégiájában. Hangsúlyt helyeztek az XML-XSLT, ODBC és JDBC kapcsolatokra, de csak a drágább FileMaker Server Advanceden keresztül. A Blue World így kezdte eltávolítani a Lasso nyelvet a FileMakertől és az Appletől. 2005-ben a Lasso Pro megkapta a MySQL Network tanúsítványt, aláhúzva a népszerű nyílt forráskódú adatbázis fontosságát a Lasso jövője szempontjából.
2004. augusztus 1-jén Bill Doerrfeld hivatalosan eladta a Lasso termékcsaládot a Fort Lauderdale-bázisú OmniPilot Software Inc-nek. A Lasso 7.0.3 volt az utolsó verzió, amelyet a Blue World adott ki. 2004. október 25-én az OmniPilot hivatalosan bejelentette a Lasso 8-at, amely egyazon szerveren több webhely sandboxolását, és sok új adatforráshoz való kapcsolódást tartalmazott. Ez magában foglalta a Lasso első, IP-címekre korlátozott ingyenes verzióját is. Számos kiegészítő termék is megjelent, köztük a Lasso Studio 8 Dreamweaver-hez és GoLive-hoz, 2005. március 28-án pedig a Lasso Studio for Eclipse, ChartFX integráció, és több ingyenes Lasso-alapú megoldás.
2007-ben az OmniPilot három munkatársa, Kyle Jessup (a Lasso 1.0 eredeti fejlesztője), Fletcher Sandbeck (a Blue World első alkalmazottainak egyike, aki a rendszeres „tippek és trükkök” javaslatairól volt nevezetes) és Kerry Adams (egy OmniPilot alkalmazottj) létrehozta a LassoSoft LLC vállalkozást, hogy megvásárolja az OmniPilottól a Lasso szellemi tulajdont és folytassa a fejlesztést. Felismerve annak szükségességét, hogy versenyképesek legyenek a sokkal népszerűbb nyelvekkel (PHP, ASP) szemben, radikális változásokat hajtottak végre az architektúrában, a szintaxisban és a struktúrában, és kiadták a Lasso 9.0 változatát. A változások okozta technikai kihívások, a dokumentáció és támogatás hiánya, a korlátozott marketingforrások a felhasználói bázis jelentős hanyatlásához vezettek.
2010 decemberében megalakult egy új kanadai cég, a LassoSoft Inc, amely megvásárolta a Lasso 9.0-át és jelentős méretű beruházást hajtott végre marketing és dokumentáció területén. Kyle Jessup beleegyezett abba, hogy a vállalat élén maradjon vezető fejlesztőként és alapító tagként. Számos kiadás (9.1 és 9.2) további fejlesztéseket hozott az elkövetkező években.

### Verziók
| Szín  | Jelentése        | Fejlesztés                    |
| ----- | ---------------- | ----------------------------- |
| Piros | Régi kiadás      | Nincs                         |
| Sárga | Stabil kiadás    | Biztonsági javítások          |
| Zöld  | Stabil kiadás    | Hiba- és biztonsági javítások |
| Kék   | Tervezett kiadás | Új funkciók                   |

| Verzió | Kiadás dátuma       | Megjegyzések |
| ------ | ------------------- | --- |
| ROFM   | > 1994-03-14        | Russell Owens FileMaker CGI-je, korai AppleScript-alapú csatlakozó FileMaker Pro adatbázisokhoz |
| 0.1    | 1995. szept         | Vince Bonafonti által C/C++-ban írt CGI csatlakozó a FileMaker Pro-hoz weben keresztül |
| 1.0    | 1996. szeptember 27 | Csatlakozó FileMaker Pro 3.x-hez és WebSTAR-hoz |
| 1.1    | 1996 dec            | WebSTAR plug-in, kliens böngésző információ, teljes GUI biztonsági réteg |
| 1.2    | 1997. január        | A forráskód licencelése a Claris (Apple Computer Inc.) által CDML néven, telepítés a Claris honlapján |
| 2      | 1997. július 17     | Matematikai számítások, változók, összetett adattípusok, kiszolgálóoldali adatok, kliens fejléc-információk, speciális feltételes utasítások, egy Java-kliens felület, Apple Events vezérlés a webkiszolgáló egyéb alkalmazásaihoz, több adatbázis-művelet és Instant Web Publishing |
| 2.5    | 1997. december 1    | Címkék szabványosítása és interoperabilitása, kommunikáció a WebTen webkiszolgálóval (az Apache HTTP Server portja Mac OS rendszerre) |
| 3.0    | 1998. október 07    | Adathitelesítés, makrók, fájl- és könyvtárkezelés, dátum / idő vezérlők, listaváltozók, több nevezett token, robusztus hibakezelés, MIME e-mail, e-mail mellékletek, kiterjesztett matematikai rutinok, továbbfejlesztett karakterlánc-funkciók, továbbfejlesztett kódolási vezérlők |
| 3.5    | 1999. április 14    | WYSIWYG szerkesztés Macromedia Dreamweaver 2 és Adobe GoLive 4 segítségével, több szál, LJAPI, opcionális HTTP szerver, Netscape szerver támogatása, JavaScript, XML és speciális tag-elemző beépített hibakeresési vezérlőkkel                                                      |
| 3.6    | 2000. január 5      | FileMaker 5 adatforrások támogatása, SQL varázsló interaktív SQL lekérdezésekhez, testreszabható globális hibaoldalak, Studio a MacroMedia DreamWeaverhez |
| 3.6.5  | 2000. október 1     | Csatlakozó MySQL, Red Hat és OS X támogatáshoz |
| 5.     | 2002. február 26    | Átírt architektúra OS X, Windows, Linux számára beágyazott MySQL-lel, hozzáadott munkamenetek, fájlkezelés, natív csatlakozó Apache-hoz, LassoScript (szkript-metódusok hozzáadása a nyelvhez)                                                                                       |
| 6.     | 2002. szeptember 17 | Képkezelés, PDF-kezelés, natív XML, FTP-integráció, dátumszámítások, időtartamok |
| 7      | 2004. augusztus 30  | MySQL externalizálása (licencelés miatt), FileMaker zárt csatlakozó |
| 7.1    | 2004. szeptember 13 | Filemaker Pro 7 kompatibilitás |
| 8.     | 2004. október 25    | A Lasso Server külön „webhelyekre” bontva a tárhelyszolgáltatók számára |
| 8.1    | 2005. szeptember 19 | Dokumentum-gyorsítótár, stabilitási javítások |
| 8.5    | 2006. június 9      | Teljes AJAX integráció, több adatforrás-csatlakozó előre telepítve a FileMaker, a FileMaker Server Advanced, a MySQL, az SQLite, az MS SQL Server, a Sybase, az Oracle, a PostgreSQL, az OpenBase, az ODBC és az Apple Spotlight motorjaihoz                                         |
| 9.     | 2010. január 29     | Jelentős architekturális változás: több szintaxis, erős tipizálás és gyenge tipizálás, JIT-fordítás, natív szerializálás, 64 bit támogatása |
| 8.6    | 2011. április 20    | A sebesség, a stabilitás növekedett |
| 9.1    | 2011. július 11     | Új adminisztrációs felület, 64 bites csatlakozó, új SAS licencelés |
| 9.2    | 2012. június 1      | Windows támogatás, integrált hibakeresés, integrált kódprofilozás |
| 9.3    | 2015. január 23     | Új rendszergazda felület, új fordítási metodológia, központosított szervertelepítés |

## Kódpéldák

### Hello World
Háromféle mód a „Hello world!” kiírására:
```
<?lasso
 
'Hello World!'
 
?>

[
'Hello world!'
]

Hello world!

```

A szögletes zárójelek foglaltak a Lassoban, ezért HTML elemeket kell használni a szögletes zárójelek Lasso oldalakon történő megjelenítésére. Alternatív megoldásként a szögletes zárójeleket kiírhatja vagy letilthatja a Lasso a fájl kezdetén megjelenő [no_square_brackets] elemtől függően.

### Inline
A inline-ok az adatbázis-műveletek alapvető eszközei a Lassoban. Adatbázis-parancsok a lentiek szerint adhatók ki a Lasso adatbázis-független metanyelvén; az alábbi keresőkód működik MySQL, FileMaker Pro vagy bármely más adatbázis esetén, amelyhez a Lasso csatlakozni tud.
```
// Az összes mező keresése egy táblázatban

inline
(
		

	
-database
=
'db_name'
,
 

	
-table
=
'table_name'
,
 

	
-findall
	

)
 
=>
 
{

	
// Minden sor iterációja

	
rows
 
=>
 
{
	

		
// A sorok kiírása az aktuális webes kéréshez

		
content_body
 
+=
 
'<a href="'
 
+
 
column
(
'url'
)
 
+
 
'">'
 
+
 
column
(
'title'
)
 
+
 
'</a>'

	
}
	

}

```

Ha szükséges, SQL-utasítás is beágyazható a programsorba:
```
 
// SQL utasítás végrehajtása

 
inline
(
		

 	
-database
=
'db_name'
,
 

 	
-sql
 
=
 
'SELECT * FROM table_name'
	

 
)
...

```

A fenti példában a parancsok előtti kötőjelek (-) opcionális paramétereket jeleznek. Ezek tetszőleges sorrendben megadhatók, továbbá dinamikusan előállíthatók; duplikált paraméterek esetén az utolsót fogadja el. Az inline a paraméterek széles skáláját támogatja, így a fejlesztők olyan adatbázisokkal is dolgozhatnak, amelyekről nincsenek behatóbb ismereteik.
Egyéni adatbázis-csatlakozók hozhatók létre, így lehetséges az inline parancs absztrakt jellegének kihasználása.

## Fejlesztési eszközök, környezetek
- LassoLab
- Lasso Studio az Eclipse számára
- Lasso nyelvi mód a Coda számára
- Lasso nyelvi modul a BBEdit számára

## Külső hivatkozások
- Hivatalos weboldal , LassoSoft
- Hivatalos weboldal , LassoGuide
- LassoReference
- FileMaker
- Listakeresés – a LassoSoft ListSearch Engine-je
- LassoTalk Archívum a Nabble-n Archiválva 2019. február 2-i dátummal a Wayback Machine-ben
- LassoTalk archívum a Google Csoportokban
- ExecuChoice – PDF Tag Suite – PassThru – ShortString
- Knop – nyílt forráskódú webalkalmazás-keretrendszer a Lasso 8 és 9 számára
- LassoFusebox – a népszerű nyílt forráskódú Fusebox webalkalmazás keretrendszerének Lasso-portja a Lasso 8 és 9 számára
- LassoBin – PasteBin a Lasso számára Archiválva 2019. június 29-i dátummal a Wayback Machine-ben
- LassoForge – OpenSource Lasso projektek Archiválva 2011. július 13-i dátummal a Wayback Machine-ben
- tagSwap – Nyilvános csere a Lasso egyedi címkéihez Archiválva 2021. június 13-i dátummal a Wayback Machine-ben
- L-Debug – Hibakereső csomag a Lasso 8 és a Lasso 9 számára
- Ez a Wikipédia-cikk nagyban támaszkodik a régi híradásokra és számos figyelemre méltó forrás már nem elérhető az interneten.